# شتر
شتر، که در فارسی اُشتُر نیز گفته می‌شود جانوری نشخوارکننده از راستهٔ جفت‌سم‌سانان و از خانوادهٔ شتران است که دارای توده چربی مشخصی به‌نام «کوهان» در پشت خود است. شترها از دیرباز اهلی شده‌اند و به‌عنوان دام برای تهیهٔ غذا (شیر و گوشت) و منسوجات (الیاف و نمد از مو) مورد استفادهٔ بشر هستند. شترها از جانوران کار و باربر هستند که مخصوصاً برای زندگی در زیستگاه‌های بیابانی مناسب هستند و وسیله‌ای حیاتی برای حمل و نقل مسافران و بار در این‌گونه مناطق هستند. اکنون تنها سه گونه از شتر باقی‌مانده است. شتر یک‌کوهانه ۹۴ درصد و شتر دوکوهانه ۶ درصد از جمعیت شتر جهان را تشکیل می‌دهد. شتر دوکوهانه وحشی نیز یک گونهٔ جداگانه است و تعداد بسیار کمی از آن باقی مانده و اکنون به‌شدت در معرض خطر انقراض است.

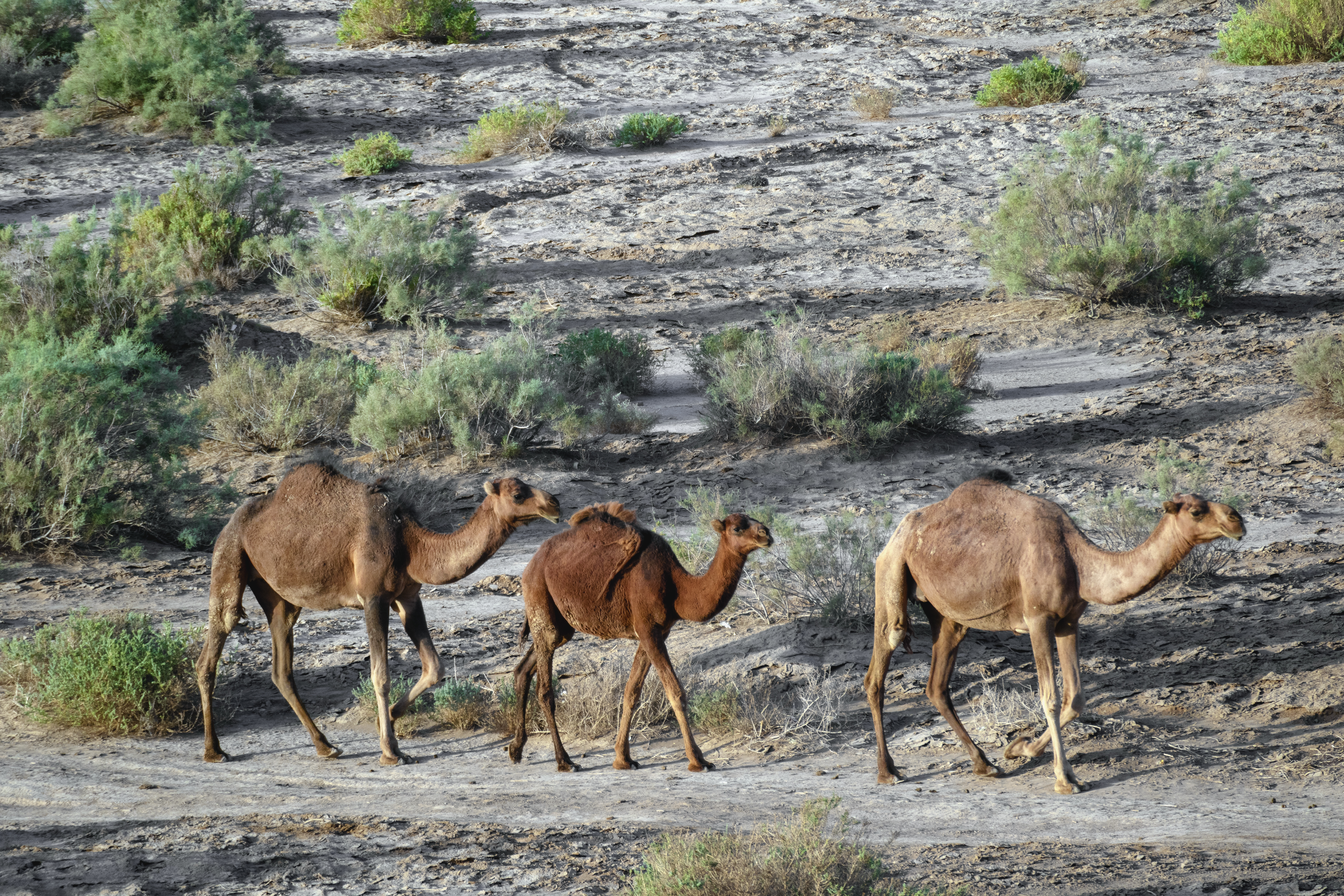
شترها در پارک ملی کویر ایران، در نزدیکی کاروانسرای دیر گچین

گونه‌های دیگری از خانوادهٔ شتران، موسوم به «شترهای بر جدید» به‌نام‌های لاما، آلپاکا، گواناکو و شترچه نیز در آمریکای جنوبی زندگی می‌کنند که دارای کوهان نیستند.
گفته می‌شود در زبان عربی ۱۶۰ واژه برای نامیدن شتر وجود دارد.

## سازگاری‌های بدنی و رفتاری
شتر از جانورانی است که با محیط‌های خشک و بی‌آب و علف و صحرا سازگار شده است و می‌تواند آب و هوای گرم و خشک، بی‌آبی و کم‌خوراکی را تحمل کند. این جانور می‌تواند در بیابان زندگی کند و علاوه بر علف‌ها از بوته‌ها و درختچه‌های گوناگون صحرایی و کویری و حتی از بوته‌های تلخ، شور و خاردار تغذیه کند.
این جانوران، دارای مجموعه‌ای از سازگاری‌های فیزیولوژیکی هستند که به آن‌ها اجازه می‌دهد در مدت طولانی بدون هیچ منبع خارجی آب مقاومت کنند. شتر یک‌کوهانه حتی در شرایط بسیار گرم می‌تواند هر ۱۰ روز یک بار آب بنوشد و می‌تواند تا ۳۰ درصد از تودهٔ بدن خود را در وضعیت کم‌آبی از دست بدهد. برخلاف پستانداران دیگر، گلبول‌های قرمز شتر به جای شکل دایره‌ای، بیضی‌شکل هستند. این امر، جریان گلبول‌های قرمز خون را در طول کم‌آبی بدن، تسهیل می‌کند و باعث می‌شود گلبول‌ها در برابر تغییرات اسمزی شدید و تغییر غلظت خون، در هنگام نوشیدن مقدار زیادی آب مقاومت کنند. یک شتر یک‌کوهانهٔ ۶۰۰ کیلوگرمی، می‌تواند در عرض سه دقیقه، ۲۰۰ لیتر آب بنوشد.
شترها می‌توانند در برابر تغییرات دمای بدن و کمبود آب مقاومت کنند که سبب مرگ بیشتر پستانداران دیگر می‌شود. دمای بدن شتر ثابت نیست و به آهستگی هماهنگ با دمای محیط، بالا یا پایین می‌رود. دمای بدن شترها می‌تواند از ۳۴ درجهٔ سانتی‌گراد در هوای سرد در شب‌ها، تا ۴۴ درجه در روزهای گرم متغیر باشد و بدون ایجاد مشکل، بالا و پایین برود.
به‌طور کلی، برای مقایسه بین شتر و سایر دام‌ها، شترها روزانه تنها ۱٫۳ لیتر مایعات دریافت می‌کنند در حالی‌که دام‌های دیگر با وزن مشابه، روزانه ۲۰ تا ۴۰ لیتر مایعات مصرف می‌کنند. حفظ دمای مغز، در محدوده‌ای معین، برای حیوانات حیاتی است. برای کمک به این امر، شترها دارای مجموعه‌ای از سرخرگ‌ها و سیاهرگ‌ها هستند که بسیار نزدیک به هم قرار دارند و از جریان خون مخالف برای خنک کردن خونی که به‌سمت مغز می‌رود استفاده می‌کنند. شترها حتی زمانی که دمای محیط به ۴۹ درجه سلسیوس (۱۲۰ درجه فارنهایت) می‌رسد به‌ندرت عرق می‌کنند. هر تعرقی که در شتر اتفاق می‌افتد در سطح پوست تبخیر می‌شود نه در سطح پوشش و موها و گرمای تبخیر از گرمای بدن به‌جای گرمای محیط ناشی می‌شود. شترها می‌توانند از دست دادن ۲۵ درصد وزن بدن خود، ناشی از کمبود آب را تحمل کنند، در حالی‌که بیشتر پستانداران دیگر، تنها می‌توانند حدود ۱۲ تا ۱۴ درصد از کم‌آبی بدن خود را تحمل کنند و پس از آن، دچار نارسایی قلبی ناشی از اختلال گردش خون می‌شوند. هنگام بازدم شتر، بخار آب در سوراخ‌های بینی به دام افتاده و به‌عنوان راهکاری برای حفظ آب در بدن، مجدداً جذب می‌شود.
پوشش ضخیم شتر آن را از گرمای شدید ساطع شده از شن‌های صحرا محافظت می‌کند. برای جلوگیری از گرم شدن بیش از حد، یک شتر کوچک، به این دلیل که به‌سطح زمینِ داغ، نزدیک‌تر است، باید ۵۰ درصد بیشتر عرق کند. در طول تابستان، رنگ پوشش شترها روشن‌تر می‌شود که نور را بیشتر بازتاب می‌کند و همچنین از آفتاب‌سوختگی جلوگیری می‌کند. پاهای بلند شتر با دورتر نگه داشتن بدنش از زمین که ممکن است تا ۷۰ درجهٔ سانتی‌گراد، گرما داشته باشد، به خنک نگه داشتن بدن شتر، کمک می‌کند. شتر یک‌کوهانه، دارای یک پد از بافتی ضخیم روی جناغ است که هنگام نشستن حیوان بر روی زمین، پایهٔ بدن را از سطح داغ زمین، بالا می‌برد و اجازه می‌دهد تا هوای خنک از زیر بدن عبور کند.

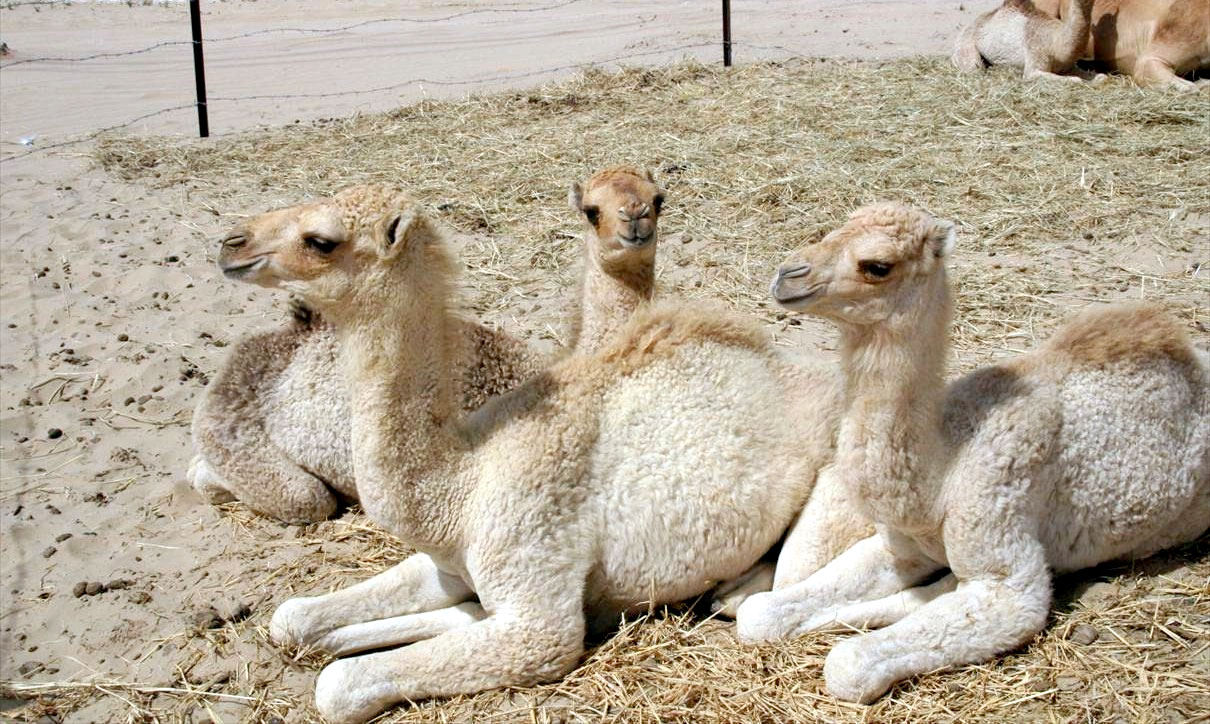
نحوهٔ نشستن شترها در وضعیتی که از گرم شدن زیاد بدن، جلوگیری می‌کند.

دهان شترها دارای پوشش چرمی ضخیمی است که به آن‌ها امکان جویدن گیاهان خاردار صحرا را می‌دهد. مژه‌های بلند و موهای گوش، همراه با سوراخ‌های بینی که می‌توانند بسته شوند، مانعی در برابر شن و ماسه ایجاد می‌کنند. اگر شن و ماسه در چشم آن‌ها برود، می‌توانند با استفاده از پلک سوم شفاف خود آن را از جای خود خارج کنند. راه رفتن و پهن شدن کف پاها به شترها کمک می‌کند بدون فرورفتن در شن، حرکت کنند.
کلیه‌ها و روده‌های شتر در بازجذب آب، بسیار کارآمد هستند. کلیهٔ شتر دارای نسبت قشر به مدولای ۴ به ۱ است. بنابراین، قسمت مدولاری کلیهٔ شتر، دو برابر ناحیهٔ کلیهٔ گاو را اشغال می‌کند. بخش جسمک کلیوی، قطر کمتری دارد که باعث کاهش سطح فیلتراسیون و کاهش دفع آب از طریق ادرار می‌شود. این دو ویژگی اصلی آناتومیک، شترها را قادر می‌سازد تا آب را حفظ کرده و حجم ادرار را در شرایط سخت بیابانی محدود کنند. ادرار شتر به‌صورت مایع غلیظی خارج می‌شود و مدفوع شتر به‌قدری خشک است که وقتی بادیه‌نشینان از آن برای سوختن در آتش استفاده می‌کنند نیازی به خشک کردن آن، ندارند.
کوهان، عضوی مهم در شتر است که تنها از چربی و ماهیچه تشکیل شده و در آن استخوانی وجود ندارد و شتر در شرایط بی‌خوراکی تا چندین روز می‌تواند با اعتماد به وجود این چربی و سوخت‌وساز آن زنده بماند.
کف پای شتر، پهن است و مانع از این می‌شود که در شنزار فرورود. چشم‌های شتر دارای مژه‌های بلندی است که به همراهی پلک‌ها، چشم‌ها را از طوفان‌های شن و از تابش شدید آفتاب محافظت می‌کند. شتر در هنگام تنفس می‌تواند بینی را به خوبی از هم باز کند و بیشترین میزان هوا را وارد ریه‌های خود کند و در هنگام بروز طوفان شن بینی خود را ببندد. شتر دارای فک درازی است که به‌طور جانبی حرکت می‌کند و می‌تواند عمل جویدن را به خوبی انجام دهد.

## گونه‌ها
در حال حاضر، سه گونه شتر در جهان، باقی مانده است.
| نام متداول              | نام علمی            | توزیع                                                                        |
| ----------------------- | ------------------- | ---------------------------------------------------------------------------- |
| شتر دوکوهانه            | Camelus bactrianus  | اهلی‌شده؛ آسیای مرکزی، از جمله منطقهٔ تاریخی باختر                             |
| شتر یک‌کوهانه / شتر عربی | Camelus dromedarius | اهلی‌شده؛ خاورمیانه، صحرای بزرگ آفریقا و جنوب آسیا؛ به استرالیا نیز معرفی شده |
| شتر دوکوهانه وحشی       | Camelus ferus       | مناطق دور افتادهٔ شمال غربی چین و مغولستان                                    |

## ویژگی‌ها
میانگین طول عمر یک شتر ۴۰ تا ۵۰ سال است. ارتفاع شانهٔ یک شتر تک‌کوهانهٔ بالغ، حدود ۱۸۵ سانتی‌متر و تا بالای کوهان، حدود ۲۱۵ سانتی‌متر است. شترها می‌توانند به‌مدتی محدود، با حداکثر سرعت ۶۵ کیلومتر بر ساعت، بدوند و همچنین می‌توانند مسافت بیشتری را با سرعت ۴۰ کیلومتر بر ساعت، حرکت کنند. وزن شترهای دوکوهانه، ۳۰۰ تا ۱۰۰۰ کیلوگرم و وزن یک‌کوهانه‌ها، ۳۰۰ تا ۶۰۰ کیلوگرم، است.

شترهای نر در گلو، اندامی به‌نام دولا (Dulla) دارند. این کیسهٔ بزرگ، در جذب شترهای ماده و تسلط بر قلمرو، کاربرد داشته و مشابه زبانی بلند، متورم و صورتی است که از کنار دهان آویزان شده است. شترها با نشستن نر و ماده بر روی زمین، جفت‌گیری می‌کنند و شتر نر، از پشت، سوار ماده می‌شود. شتر نر معمولاً در یک نوبت از جفت‌گیری سه یا چهار بار انزال می‌کند. شترها تنها سم‌دارانی هستند که در حالت نشسته جفت‌گیری می‌کنند.

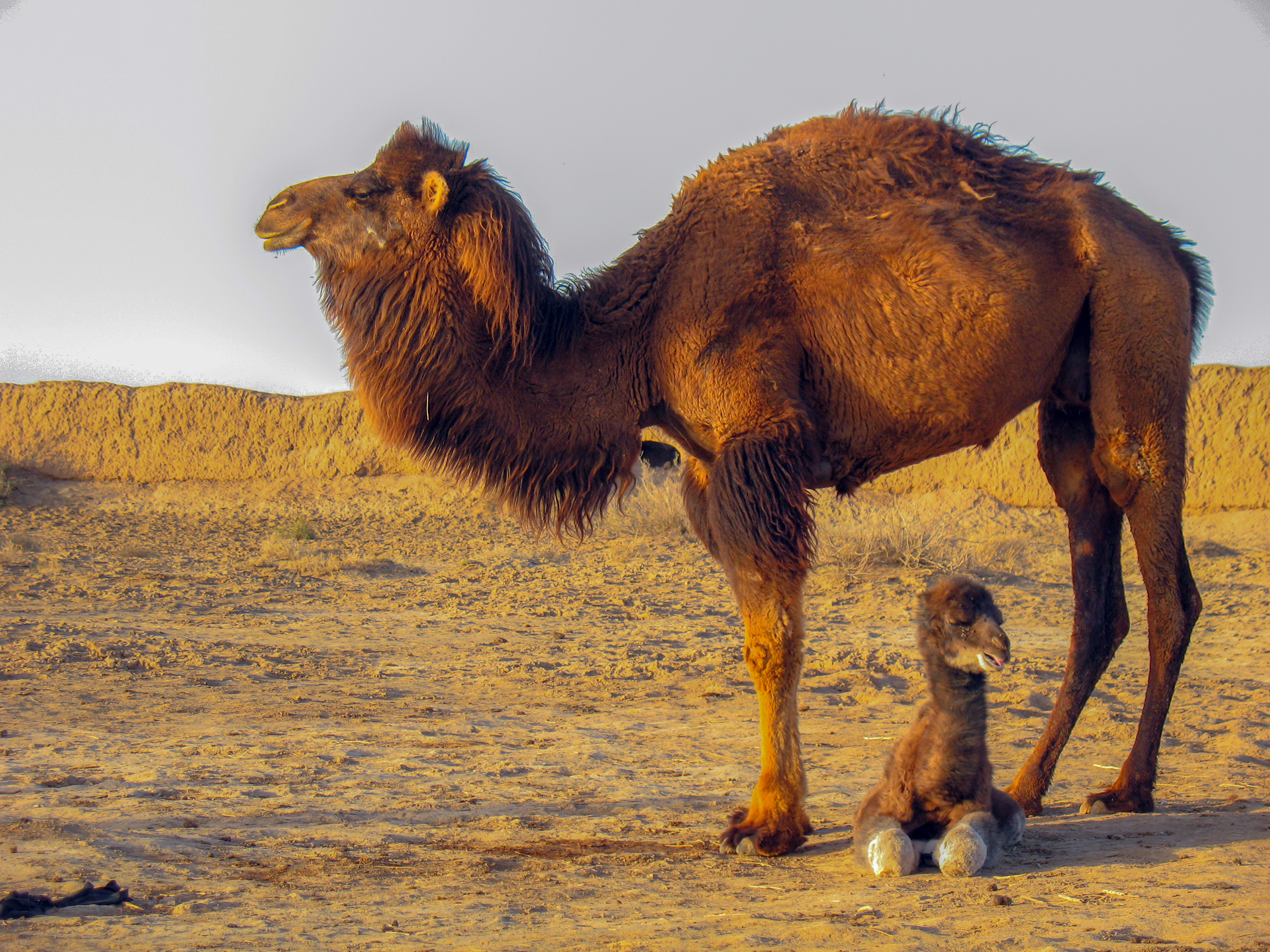
شتر و بچه‌شتر در بیابان مسیله.

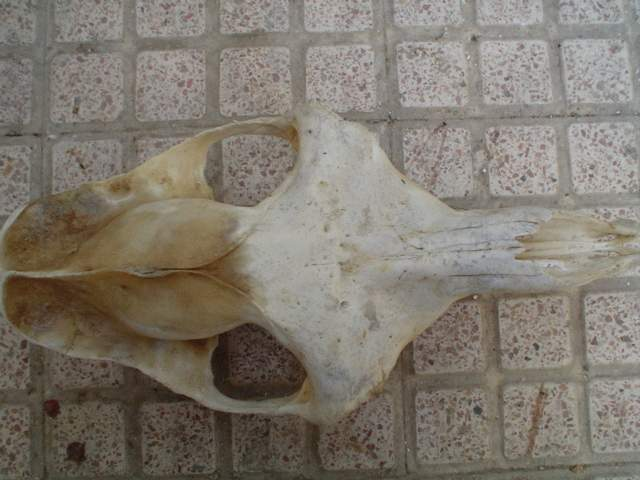
جمجمه شتر

لب‌های شتر دارای گسترهٔ حرکتی زیادی است و لب بالائی به دو بخش تقسیم شده است. لب زیرین در شترهای پیر، به‌وضوح آویزان است. در این حیوان نیز، همانند دیگر نشخوارکنندگان، بر روی فک پایینی شتر تنها دندان پیش وجود دارد و این دندان‌ها در فک بالا وجود ندارد. دهان شتر همیشه باز است و حیوان گاه بانگ بلندی تولید می‌کند. کوهان شتر یک توده چربی است که حجم آن بر اساس سن و تندرستی وی تغییر می‌یابد.
پاهای شتر به گونه‌ای تکامل یافته است که حیوان را در هنگام راه رفتن بر روی شن‌های نرم، یاری کند. سُم‌های حیوان، واضح و آشکار نبوده و در داخل بافت کراتینهٔ کف پا فرار گرفته است. کف پا محکم بوده و دارای ناخن‌های سخت و کوتاهی در ابتدا است و هنگامی که کف پا بر روی زمین گذاشته می‌شود، به‌خوبی گسترده می‌گردد و موجب تثبیت پا بر روی شن‌ها می‌گردد و این در حالی است که شتر با سختی فراوان بر روی زمین‌های گلی و لغزنده راه می‌رود.
دستگاه گوارش شتر همچون دیگر نشخوارکنندگان عبارت از معده‌های چهارگانه است، هر چند هزارلای شتر، رشد و گسترش چندانی نیافته است. شتر هر چند حیوانی بردبار و آرام است، گاه ناگهان مهاجم می‌گردد (به‌ویژه در فصل جفت‌گیری)، به همین جهت، بهتر است که در هنگام کار، شترهای نر و ماده از هم جدا گردند. در اوقات دیگر شترها مطیع و آرام هستند. علی‌رغم این‌که در هنگام گرفتن افسار آنان یا نهادن بار بانگ می‌زنند خطری نخواهند داشت و معمولاً شتران اخته‌شده در مقایسه با شتران نر آرام‌تر هستند. شتر نسبت به تحمل درد و در قبال بیماری‌ها تا حدودی مقاوم‌تر از دیگر دام‌هاست و علائم خستگی و ناراحتی چندانی را از خود بروز نمی‌دهد. به همین جهت باید که به دقت آن‌ها را تحت دید داشت زیرا در هنگام بیماری نیز بدون اظهار ناراحتی، همچنان به کار خود ادامه می‌دهند.

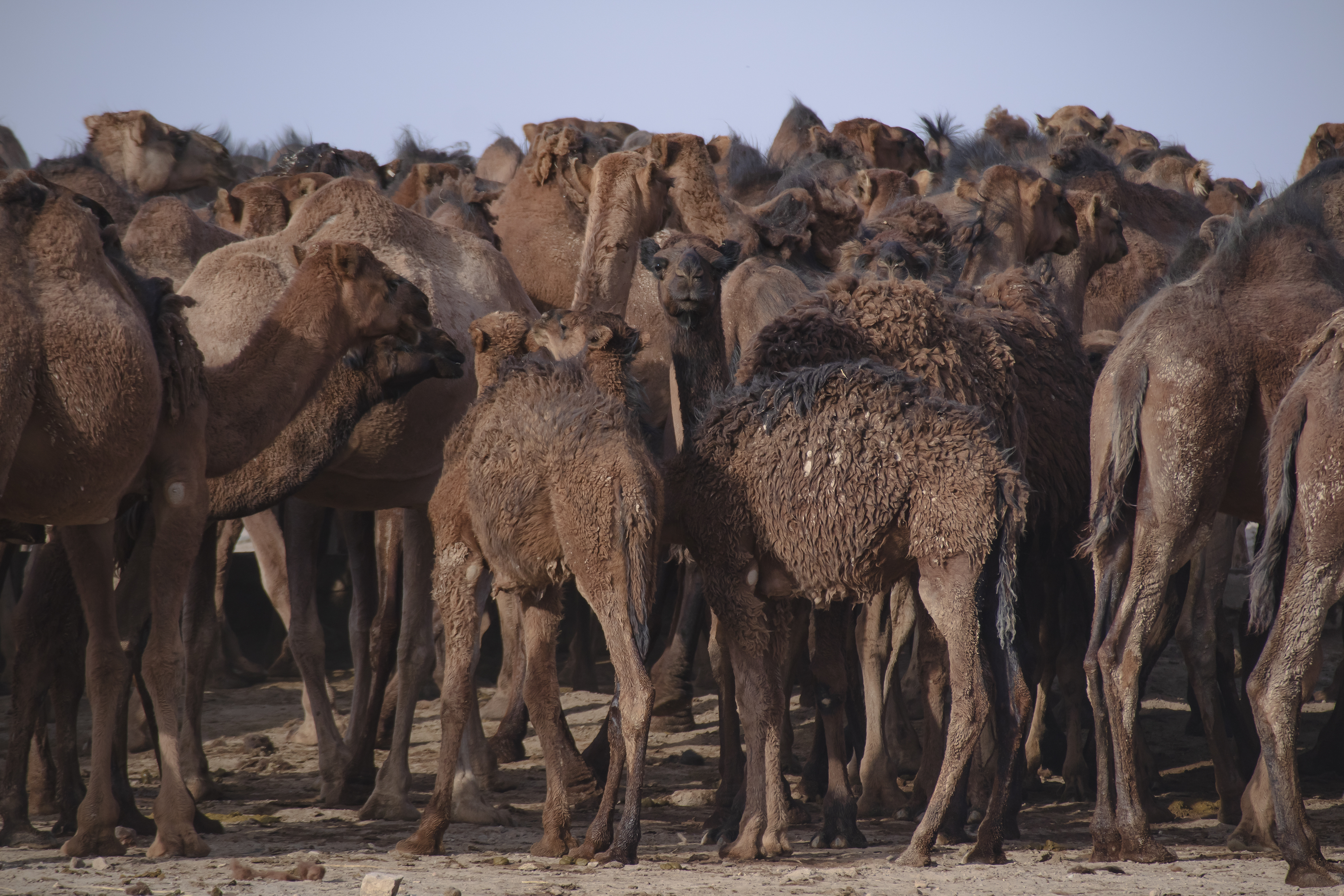
تجمع شترها در محلی برای خوردن آب، حوالی تالاب مره

## شتر و انسان
شتر برای انسان‌ها حیوان مفیدی است و کاربردهای فراوانی دارد. این حیوان علاوه بر این‌که وسیلهٔ اصلی رفت‌وآمد ساکنان صحراست، از سویی دیگر می‌تواند خوراک و وسایل مورد نیاز دیگری را به انسان عرضه کند و انسان می‌تواند با تغذیه از شیر و گوشت شتر، تا هفته‌ها در صحرا زنده بماند. همچنین می‌توان از چربی کوهان به‌جای کره استفاده کرد و پشم شتر را در ساختن خیمه‌ها، پتو، فرش، لباس‌های پشمی، طناب و ریسمان به‌کار برد. همچنین می‌توان از مدفوع خشک‌شدهٔ شتر برای روشن کردن آتش استفاده کرد و پس از نحر شتر می‌توان از پوست آن برای ساختن کفش و مشک و چیزهای دیگر استفاده کرد. شترها پس از دوران باستان در غرب آسیا، جایگزین ارابه و گردونه شدند.
زمان آبستن شدن شتر ماده دوازده ماه است.

### سواری
شتر هنگامی که می‌دود سرعت بالایی دارد. امروزه در کشورهای عربی و اسلامی مسابقات شتردوانی برگزار می‌کنند. در گذشته در سرزمین‌های عربی از شتر ماده به‌دلیل سرعت بالا، برای جابه‌جایی و انتقال اخبار استفاده می‌کردند.

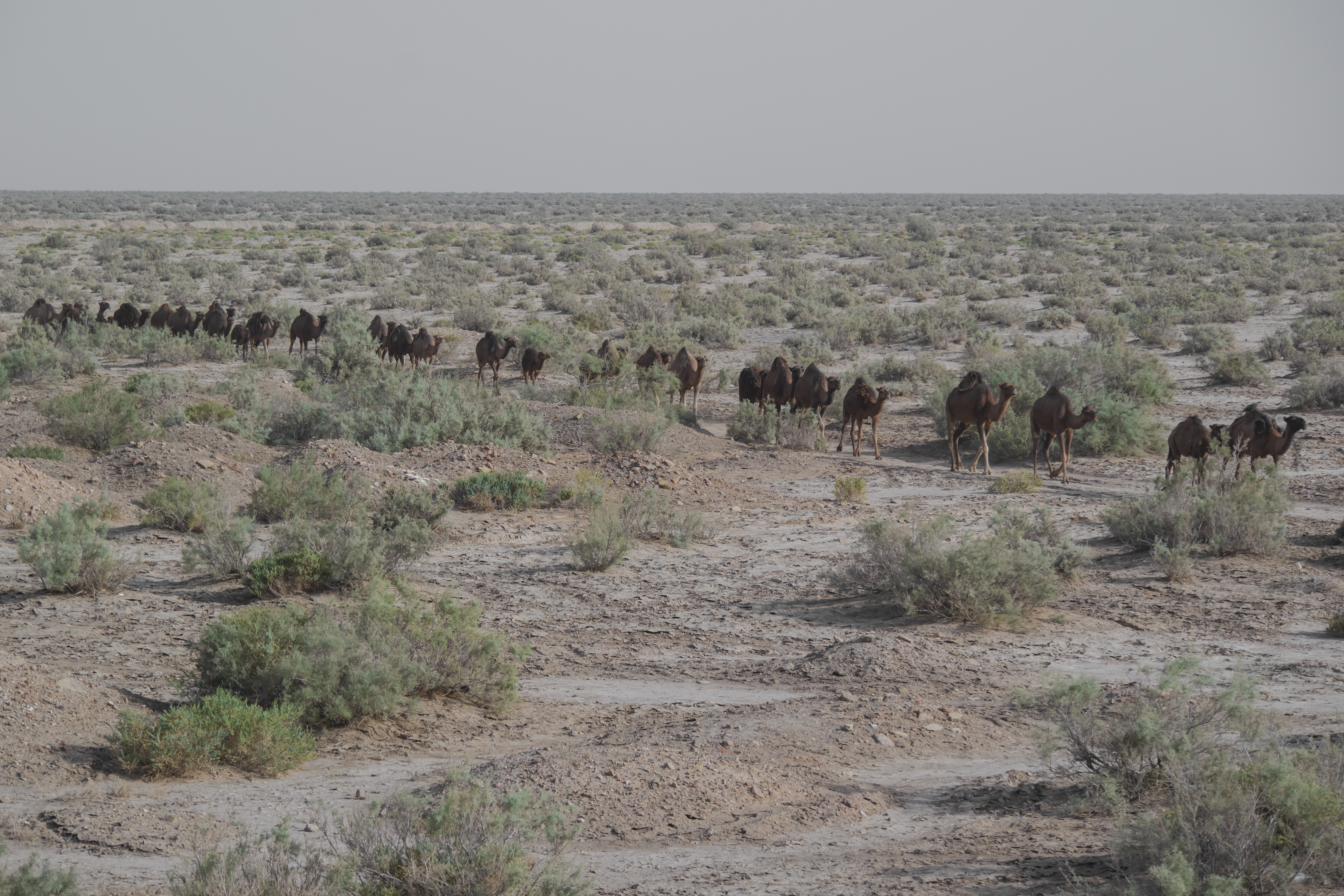
گله شتر در حال عبور از کویر

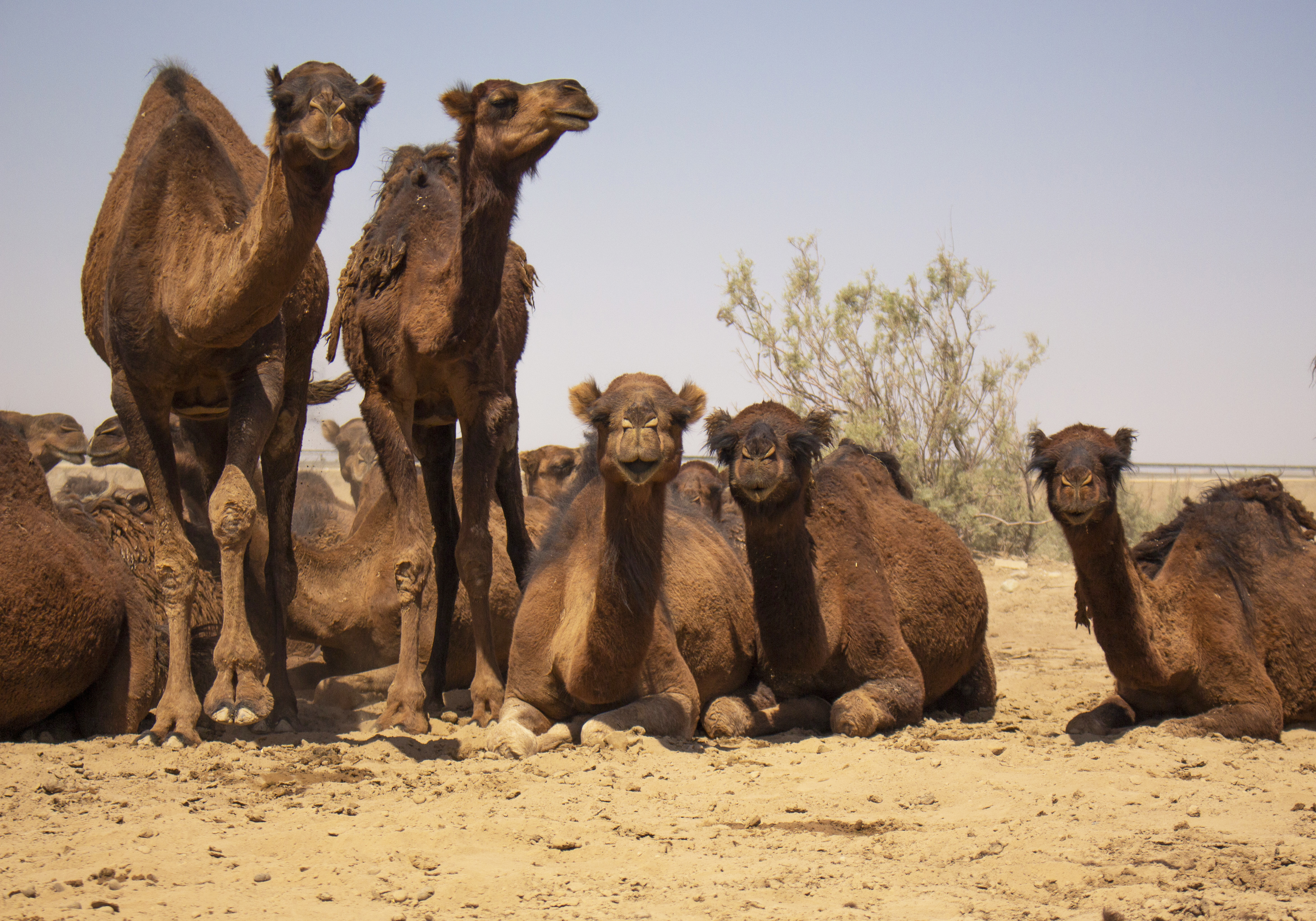
استراحت شترها در پارک ملی کویر

### شیر شتر

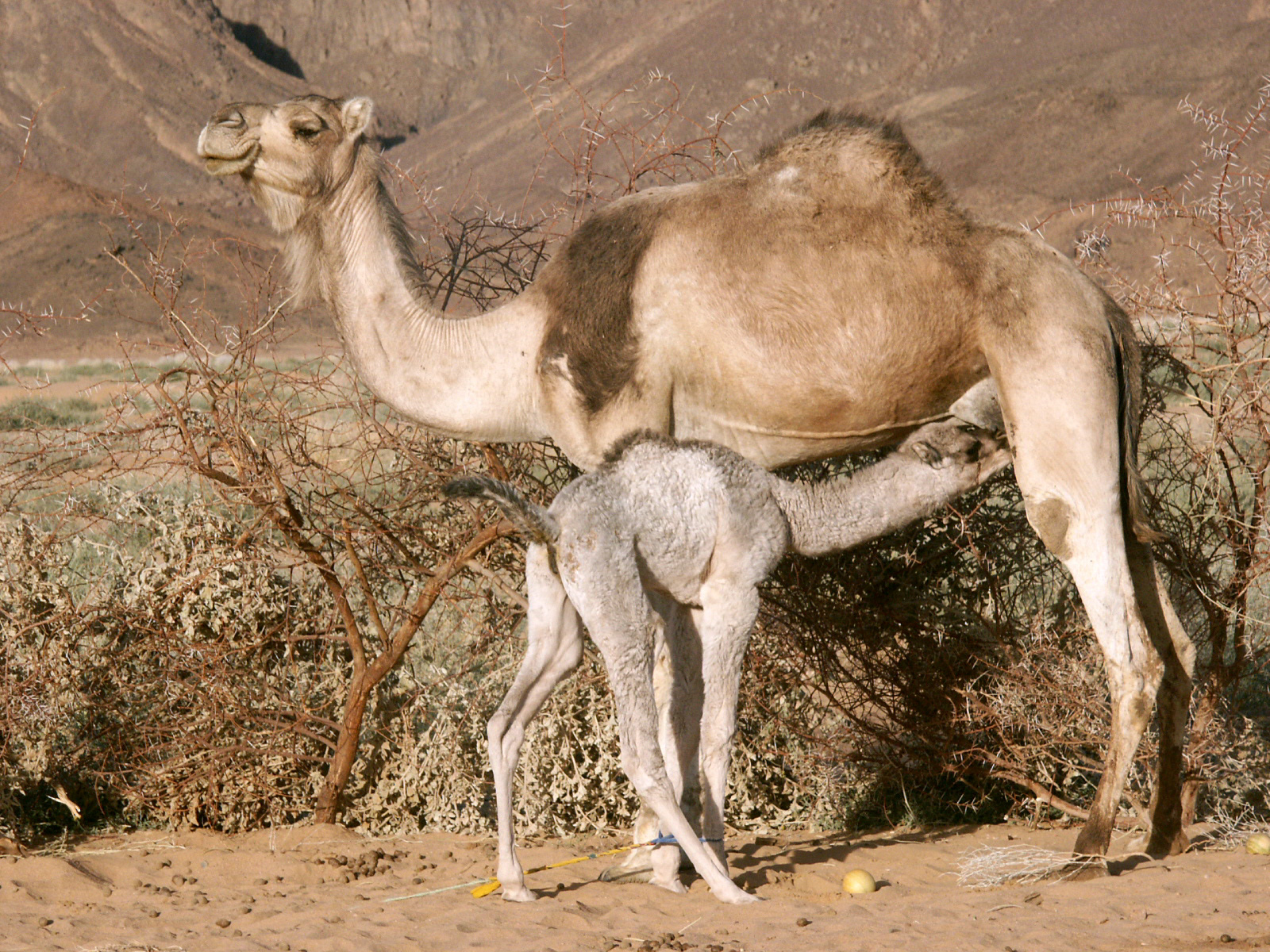
یک بچه شتر در حال خوردن شیر

شیر شتر غذای اصلی ساکنان صحرا و بادیه را تشکیل می‌دهد. ملل آسیای میانه از دیرباز تا کنون در تغذیهٔ خود، متکی به شیر شتر بوده‌اند. شتر می‌تواند مقدار زیادی در حدود ۴ تا ۸ کیلوگرم در روز شیر دهد و این میزان در برخی اوقات به ۱۲ تا ۱۵ کیلوگرم در روز می‌رسد.
شیر شتر قوت غالب قبایل عشایر بیابانی است و گاه، خود به‌تنهایی، یک وعدهٔ غذایی نیز محسوب می‌شود. یک انسان کوچ‌نشین می‌تواند برای تقریباً یک ماه، فقط با شیر شتر زندگی کند.
شیر شتر را می‌توان به‌راحتی به ماست تبدیل کرد، اما تنها زمانی می‌توان از آن کره گرفت که ابتدا آن را ترش کرده، کوبیده و سپس یک ماده شفاف‌کننده به آن اضافه شود. تا سال‌های اخیر، شیر شتر نمی‌توانست به پنیر شتر تبدیل شود، زیرا پنیرمایه مورد استفاده، نمی‌توانست پروتئین‌های شیر شتر را برای ایجاد شیر لخته‌شده منعقد کند. با توسعهٔ روش‌های علمی، در دههٔ ۱۹۹۰ با افزودن کلسیم فسفات و نوع ویژه‌ای از پنیرمایه، ایجاد و جمع‌آوری شیر لخته‌شده، امکان‌پذیر شد. پنیر تولیدشده از این فرایند، دارای سطوح پایینی کلسترول است و هضم آن، حتی برای افراد مبتلا به عدم تحمل لاکتوز، امکان‌پذیر است.شیر شتر را همچنین می‌توان به بستنی تبدیل کرد.

### گوشت شتر

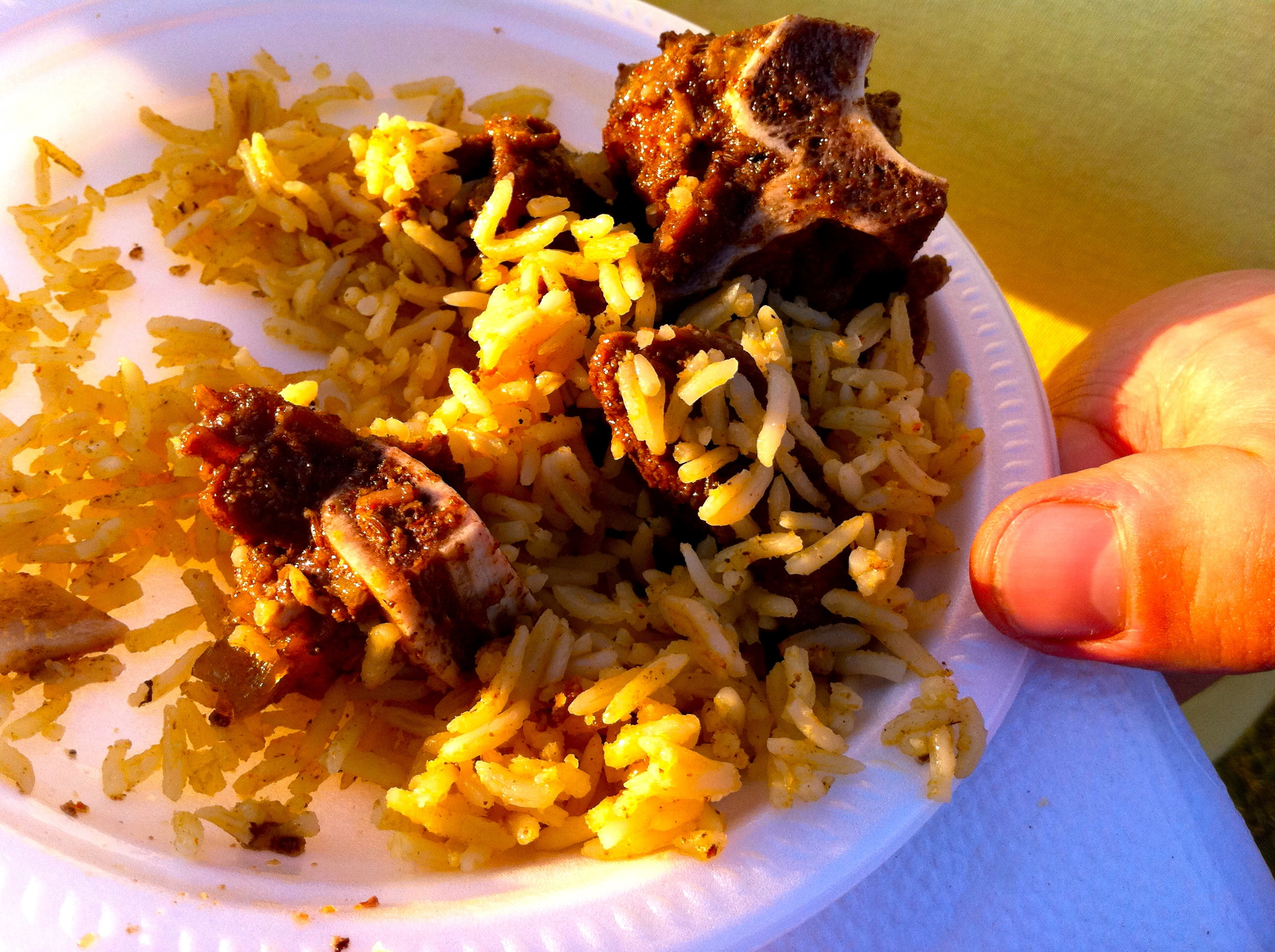
یک غذای سومالیایی متشکل از برنج و گوشت شتر

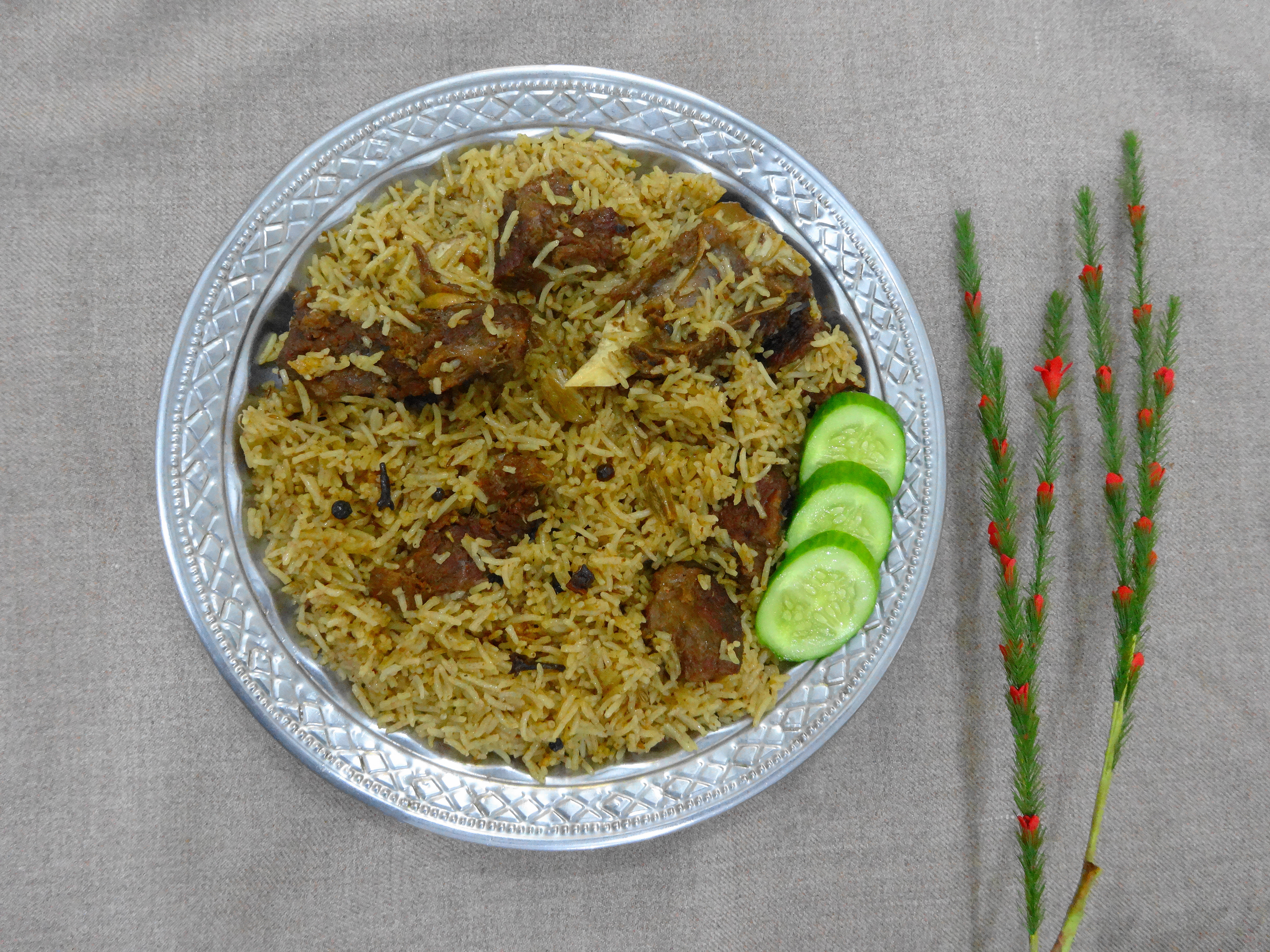
نوعی پلوی پاکستانی دارای گوشت شتر

سالانه تقریباً ۳٫۳ میلیون شتر برای استفاده از گوشت آن، در سراسر جهان نحر می‌شوند. وزن لاشهٔ یک شتر ماده کمتر از نر است و بین ۲۵۰ و ۳۵۰ کیلوگرم (۵۵۰ و ۷۷۰ پوند) متغیر است. سینه، دنده، کمر و کوهان، جزو بخش‌های باکیفیت و لذیذ شتر، محسوب می‌شوند. کوهان شتر، میزان چربی بالایی دارد. از سوی دیگر، شیر و گوشت شتر، سرشار از پروتئین، ویتامین، گلیکوژن و سایر مواد مغذی هستند. از ترکیب شیمیایی گرفته تا کیفیت گوشت، شتر یک‌کوهانه برای تولید گوشت، ترجیح داده می‌شود. طعم گوشت شتر، شبیه گوشت گاوهای مسن و درشت، گزارش شده است. شترهای مسن‌تر می‌توانند گوشتی بسیار سفت داشته باشند.
تاریخ‌نویسان، وجود گوشت شتر در ضیافت‌ها در ایران باستان را ثبت کرده‌اند که معمولاً به‌طور کامل بریان می‌شده. گوشت شتر به‌طور عمده در مناطق خاصی از جمله اریتره، سومالی، جیبوتی، عربستان سعودی، مصر، سوریه، لیبی، سودان، اتیوپی، قزاقستان و سایر مناطق خشک، به‌طور گسترده، مصرف می‌شود. خون شتر نیز در میان دامداران در شمال کنیا به‌همراه شیر آن، نوشیده می‌شود و به‌عنوان منبع کلیدی آهن، ویتامین دی، املاح و مواد معدنی عمل می‌کند. ادرار شتر نیز توسط برخی از جوامع بدوی، نوشیده می‌شود.

## جمعیت و پراکندگی
در سال ۲۰۱۰ تقریباً ۱۴ میلیون شتر زنده در سراسر جهان، وجود داشته‌اند که ۹۰ درصد از آن‌ها، شتر یک‌کوهانه بودند. شترها به‌عنوان حیواناتی اهلی بیشتر در شاخ آفریقا، ساحل صحرا، مغرب عربی، خاورمیانه و جنوب آسیا زندگی می‌کنند. منطقهٔ شاخ آفریقا به‌تنهایی دارای بیشترین تراکم شتر در جهان است که برای عشایر در سومالی و اتیوپی شیر، غذا و در نقش وسیله‌ای برای جابه‌جایی و حمل و نقل، عمل می‌کند.

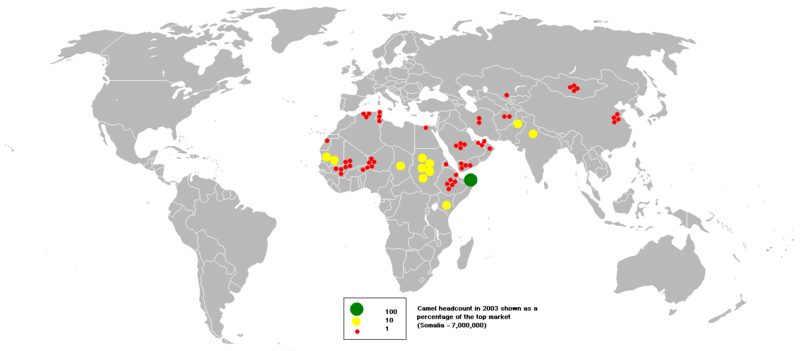
مناطق دارای بیشترین تراکم شترها در سال ۲۰۰۳

برآورد می‌شود که بیش از یک میلیون شتر در استرالیا، به‌صورت رمیده و رها شده در طبیعت، زندگی می‌کنند که از نسل شترهایی هستند که در قرن نوزدهم و اوایل قرن بیستم، به طبیعت استرالیا، معرفی شدند. این جمعیت حدود ۸ درصد در سال رشد می‌کند. در سال ۲۰۰۸ تعداد آن‌ها حدود ۷۰۰٬۰۰۰ فرد، برآورد شد. مسئولان دولتی استرالیا تا بیش از ۱۰۰۰۰۰ فرد از آن‌ها را معدوم کرده‌اند زیرا شترها از منابع محدود مورد نیاز گوسفندداران استرالیا استفاده می‌کنند. برآورد می‌شود که حدود دو میلیون شتر دوکوهانه در جهان، زندگی می‌کنند که بیشتر آن‌ها اهلی هستند. شتر دوکوهانه وحشی یک گونهٔ جداگانه است و اکنون، تنها شتر واقعاً وحشی در جهان است. شترهای دوکوهانهٔ وحشی، به‌شدت در خطر انقراض هستند و تعداد آن‌ها تقریباً ۱۴۰۰ نفر است که در صحراهای گبی و تکله‌مکان در چین و مغولستان زندگی می‌کنند.
کشورهای دارای بیشترین تعداد شتر بر اساس گزارش فائو:
| کشور | کشور          | تعداد شتر زنده |
| ---- | ------------- | -------------- |
| ۱    | چاد           | ۷٬۷۶۲٬۰۰۰      |
| ۲    | سومالی        | ۷٬۲۴۳٬۰۰۰      |
| ۳    | سودان         | ۴٬۸۷۲٬۰۰۰      |
| ۴    | کنیا          | ۳٬۲۷۳٬۰۰۰      |
| ۵    | نیجر          | ۱٬۸۱۱٬۰۰۰      |
| ۶    | موریتانی      | ۱٬۴۹۵٬۰۰۰      |
| ۷    | اتیوپی        | ۱٬۲۶۱٬۰۰۰      |
| ۸    | مالی          | ۱٬۲۱۶٬۰۰۰      |
| ۹    | پاکستان       | ۱٬۰۷۶٬۰۰۰      |
| ۱۰   | عربستان سعودی | ۴۹۰٬۰۰۰        |
|      | آمار جهانی    | ۳۵٬۵۲۵٬۰۰۰     |

## در تاریخ
عرب‌ها، حیواناتی همچون شتر، اسب، خر، گوسفند، بز و گاو را می‌پروراندند. انسان صحرانشین، از پشم شتر برای خیمه، و از شیر آن، به‌عنوان غذا و سرمایه بهره می‌بُرد.
زمانی که انسان برای نخستین بار، شتر را اهلی کرده است، مورد مناقشه است. نخستین شترهای یک‌کوهان اهلی‌شده ممکن است در حدود سه هزار تا هزار سال پیش از میلاد، در جنوب عربستان، اهلی شده باشند. شترهای دوکوهانه نیز در حدود ۲۵۰۰ سال پیش از میلاد، در شهر سوخته ایران، به‌صورت اهلی وجود داشته‌اند.

## در ادیان

### یهودیت
طبق فرمان تورات، گوشت شتر در یهودیت حرام است. با این استدلال که هرچند شتر (مانند گورکن) از نشخوارکنندگان است ولی سُم شکافته ندارد (تورات برای حیواناتی که روی چهار پا راه می‌روند، دو معیار قرار می‌دهد: ۱-نشخوار کردن ۲-داشتن سُم شکافته. شتر نشخوار می‌کند، اما سم شکافته ندارد، پس حلال گوشت نیست؛ همچنین خوک سُم شکافته دارد، اما نشخوار نمی‌کند، پس حلال گوشت نیست).

### مسیحیت
بین مسیحیان ۲ دیدگاه وجود دارد:
1. گوشت شتر حلال است:

بیشتر مسیحیان معتقدند گوشت هیچ حیوانی نجس نیست، هرچند ممکن است برای سلامتی مفید نباشد که در آن صورت از خوردن آن پرهیز می‌شود. معتقدان این دیدگاه به بخش‌هایی از کتاب‌های عهدجدید اشاره می‌کنند، از جمله انجیل مرقس. در نتیجه، گوشت شتر حرام نیست، هرچند ممکن است برای سلامتی مفید نباشد و اجباری به مصرف آن نیست.
1. گوشت شتر حرام است:

تعداد کمتری از مسیحیان معتقدند انجیل دقیقاً قوانین تورات را در خصوص احکام غذا تأیید می‌کند، بنابراین گوشت‌هایی که از نظر تورات حرام هستند در مسیحیت هم حرام هستند. این دیدگاه به کتاب‌های عهدجدید، از جمله انجیل متی و اینکه در انجیل مرقس، روایت مذکور در باب ۷، در مورد شست‌وشوی دست‌ها قبل از خوردن غذاست (که یکی از آداب و رسوم یهودیِ خارج از تورات است)، نه در مورد گوشت حیوانات (همان‌طور که در انجیل متی هم در باب ۱۵، آیهٔ ۲۰ آمده‌است) اشاره می‌کند. پس افرادی که دیدگاه دوم را از انجیل برداشت می‌کنند، گوشت حیواناتی که تورات آن‌ها را ممنوع کرده، حرام می‌دانند. در نتیجه این دسته از مسیحیان معتقدند انجیل حکم تورات را در مورد حرام بودن گوشت شتر تایید می‌کند و در نتیجه گوشت شتر حرام است.

### اسلام
مصرف گوشت شتر طبق متن قرآن حلال است.